# Бруно Мюллер (веслувальник)
Бруно Мюллер (нім. Bruno Müller, 11 жовтня 1902 — 8 червня 1975) — німецький академічний веслувальник.
Олімпійський чемпіон 1928 року в складі розпашної двійки без стернового.